# Colli Bolognesi Barbera riserva Terre di Montebudello
Le Colli Bolognesi Barbera riserva Terre di Montebudello est un vin rouge italien de la région Émilie-Romagne doté d'une appellation DOC depuis le 29 mai 1975. Seuls ont droit à la DOC les vins récoltés à l'intérieur de l'aire de production définie par le décret.
Vieillissement minimum légal : 3 ans.
Le Colli Bolognesi Barbera riserva Terre di Montebudell' répond à un cahier des charges plus exigeant que le Colli Bolognesi Barbera, essentiellement en relation avec le rendement.

## Aire de l'appellation
La sous - zone Terre di Montebudello est definie par des parcelles dans les communes Monteveglio, Bazzano et Savignano sul Panaro

## Caractéristiques organoleptiques
- couleur: rouge rubis avec des reflets violacés
- odeur: vineux, intense et caractéristique
- saveur: sèche,  puissant, harmonique, légèrement tannique

Le Colli Bolognesi Barbera riserva Terre di Montebudello se déguste à une température de 15 à 17 °C. Le vin peut vieillir 4 - 5 ans

## Production
Province, saison, volume en hectolitres :
- pas de données disponibles